# Santo Tomás Mazaltepec
Santo Tomás Mazaltepec là một đô thị thuộc bang Oaxaca, México. Năm 2005, dân số của đô thị này là 1878 người.